# 2572 Annschnell
2572 Annschnell eller 1950 DL är en asteroid i huvudbältet, som upptäcktes 17 februari 1950 av den tyske astronomen Karl Wilhelm Reinmuth i Heidelberg. Den har fått sitt namn efter den österrikiska astronomen Anneliese Schnell.
Asteroiden har en diameter på ungefär 3 kilometer.